# Franzo Grande Stevens
Franzo Grande Stevens (ur. 13 września 1928 w Avoli, zm. 13 czerwca 2025) – włoski menadżer.
W latach 2003–2006 pełnił funkcję Prezesa Zarządu włoskiego klubu piłkarskiego Juventus F.C. W roku 2006 na tym stanowisku zastąpił go Giovanni Cobolli Gigli.